# Manakara
Manakara é uma cidade na costa l'Este da ilha de Madagáscar. Ela é o capital da região de Vatovavy Fitovinany e também do distrito de Manakara.

## Climatologia
A temperatura média é de 27 °C, com variação e picos entre 10° e 32 °C

## Transportes
A cidade tém um porto.

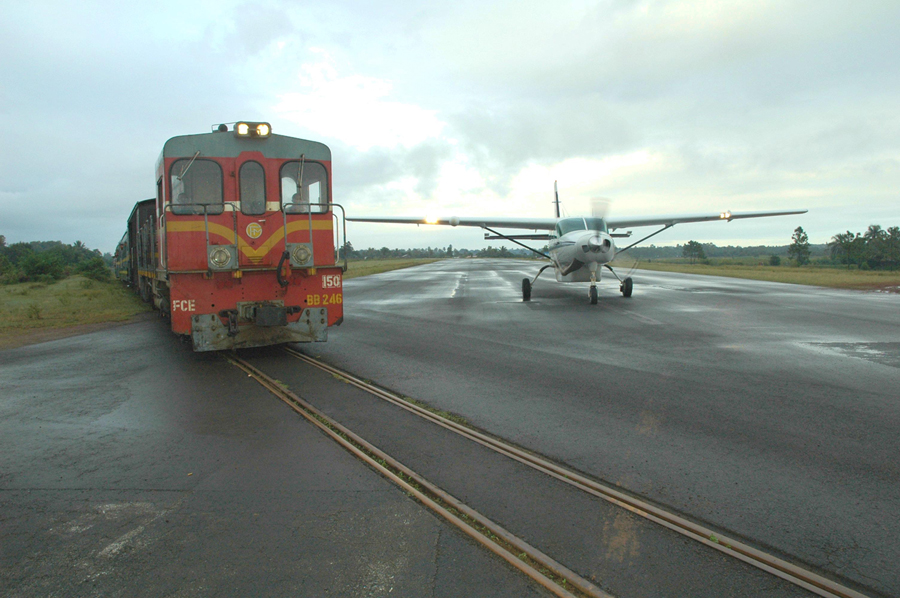

Manakara é o terminus da linha dos caminhos de ferro de l'Este (Fianarantsoa-Manakara)